# ملعب بوكيتوس
ملعب بوكيتوس ملعب متعدد الاستخدامات يقع في عاصمة الأوروغواي مونتيفيديو. حاليا فإنه لا وجود له. لقد كان الملعب الرئيسي الذي يستضيف مباريات نادي بينارول من 1921 إلى 1933. وفي فترة الثلاثينات تم هدمه لأن نادي بينارول انتقل للعب على ملعب سنتيناريو. أول هدف في تاريخ كأس العالم تم تسجيله على هذا الملعب عن طريق الفرنسي لوشين لورين في مرمى المكسيك وقد استضاف الملعب مباراة ثانية من نفس البطولة وكانت بين رومانيا وبيرو.

## كأس العالم 1930
تم إقامة مباراتين من كأس العالم لكرة القدم 1930 على هذا الملعب حسب التالي:
| فرنسا                                       | 4–1 | المكسيك      |
| ------------------------------------------- | --- | ------------ |
| لورين 19' · لانغيلر 40' · ماتشينوت 43'، 87' |     | ساندوفال 70' |

| رومانيا                     | 3–1 | بيرو            |
| --------------------------- | --- | --------------- |
| ستانسيو 2'، 89' · باربو 79' |     | سوزا فيريرا 70' |